# سامر اسلم (۲۰۲۳)
سامِر اِسلَم (به انگلیسی: SummerSlam) یک رویداد غیر رایگان (Pay-Per-View) در کشتی حرفه‌ای است که توسط کمپانی دبلیودبلیوئی و برای هر دو برند راو و اسمک‌داون تهیه می‌شود و این دوره‌اش هم در ۵ اوت ۲۰۲۳ در ورزشگاه فورد فیلد شهر دیترویت، در ایالت میشیگان برگزار شد. این رویداد سی و ششمین سامِراسلم سالانه بود.

## زمینه‌سازی
سامر اسلم شامل مسابقاتی بین دشمنی‌های موجود، ماجراهای پیش آمده و استوری‌هایی خواهد بود که پیش از این در برنامه‌های را و اسمَک‌دَون پخش شده بود. کشتی‌گیرها با توجه به مسابقات یا سری اتفاقاتی که برایشان رخ می‌دهد و تنش را به حداکثر می‌رساند، نقش منفی یا قهرمان به خود می‌گیرند و در این رویداد به مسابقه و رقابت می‌پردازند.

## نتایج
| #                                                     | نتایج                                                                   | نوع مسابقه | مدت زمان |
| ----------------------------------------------------- | ----------------------------------------------------------------------- | --- | -------- |
| ۱                                                     | لوگان پاول پیروز در مقابل ریکوشی                                        | مسابقه تک نفره | ۱۸:۰۰    |
| ۲                                                     | کودی رودز پیروز در مقابل براک لزنر                                      | مسابقه تک نفره | ۱۷:۳۵    |
| ۳                                                     | ال ای نایت پیروز با حذف آخرین نفر یعنی شیمس                             | مسابقه بتل رویال ۲۵ نفره سامر اسلم | ۱۱:۵۵    |
| ۴                                                     | شینا بیزلر پیروز در مقابل راندا روزی با تسلیم فنی                       | مسابقه قوانین اِم اِم اِی | ۷:۳۰     |
| ۵                                                     | گانتر (c) پیروز در مقابل درو مکینتایر                                   | مسابقه تک نفره برای قهرمانی کمربند بین قاره‌ای دبلیودبلیوئی                                                                                                  | ۱۳:۴۰    |
| ۶                                                     | ست رالینز (c) در مقابل فین بلر                                          | مسابقه تک نفره برای قهرمانی کمربند سنگین وزن جهان دبلیودبلیوئی                                                                                              | ۱۸:۳۰    |
| ۷                                                     | بیانکا بلر پیروز در مقابل آسکا (c) و شارلوت فلر                         | مسابقه سه نفره برای قهرمانی کمربند زنان دبلیودبلیوئی | ۲۰:۴۵    |
| ۸                                                     | ایو اسکای پیروز در مقابل بیانکا بلر (c)                                 | مسابقه تک نفره برای قهرمانی کمربند زنان دبلیودبلیوئی ایو اسکای کیف مانی این د بنک خود را کش کرد.                                                            | ۰:۰۸     |
| ۹                                                     | رومن رینز (c) (با همراهی پاول هیمن و سولو سیکوا) پیروز در مقابل جی اوسو | مسابقه نبرد قبیله ای برای قهرمانی کمربند آندیسپیوتد یونیورسال دبلیودبلیوئی (ترکیب کمربند های قهرمانی دبلیودبلیوئی و یونیورسال) و همچنین مشخص شدن رئیس قبیله | ۳۶:۰۵    |
| - (c) – نشان‌دهنده قهرمان(هایی) است که به میدان می‌روند |                                                                         | |          |